# Houthulst
Houthulst és un municipi belga de la província de Flandes Occidental a la regió de Flandes.

## Seccions
| #   | Nom               | Superfície (km²) | Població |
| --- | ----------------- | ---------------- | -------- |
| I   | Houthulst         | 12,49            | 3.701    |
| II  | Klerken           | 7,44             | 1.825    |
| III | Merkem            | 26,42            | 2.270    |
| IV  | Jonkershove       | 9,56             | 1.254    |
| (V) | - Sint-Kristoffel | --               | --       |

## Localització

Mapa de Houthulst

| - a. Staden - b. Poelkapelle (Langemark-Poelkapelle) - c. Langemark (Langemark-Poelkapelle) - d. Bikschote (Langemark-Poelkapelle) - e. Noordschote (Lo-Reninge) - f. Reninge (Lo-Reninge) - g. Nieuwkapelle (Diksmuide) - h. Woumen (Diksmuide) - i. Esen (Diksmuide) - j. Zarren (Kortemark) |